# Rührwerkskugelmühle

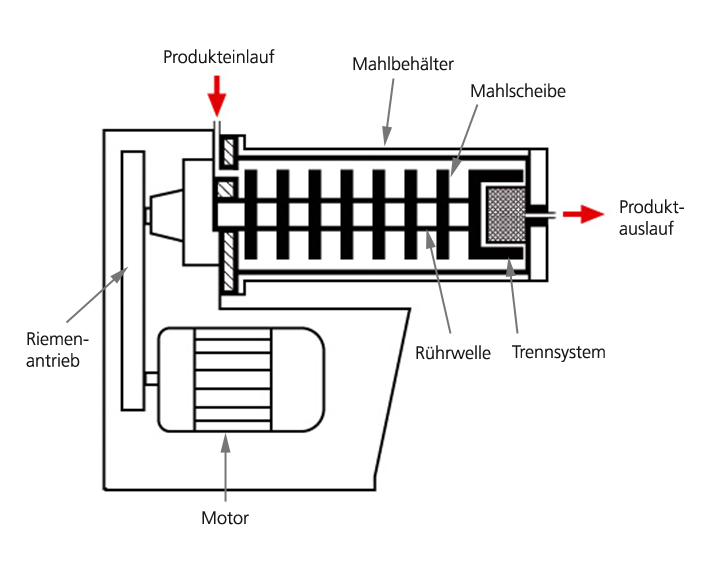
Prinzip einer Rührwerkskugelmühle

Die Rührwerkskugelmühle (auch: Rührwerkmühle oder Rührwerksmühle) ist eine Sonderform der Kugelmühle. Rührwerkskugelmühlen bestehen aus einem vertikal oder horizontal angeordneten, meist zylindrischen Behälter, der zu 70 – 90 %  mit Mahlkörpern gefüllt ist, die zumeist aus Stahl, Glas oder verschleißfesten keramischen Materialien bestehen. Ein Rührwerk mit geeigneten Rührelementen (Stäben oder Scheiben) oder ein glattwandiger Rührkörper sorgt für die intensive Bewegung der Mahlkörper. Die Mahlgutsuspension wird kontinuierlich durch den Mahlraum gepumpt. Dabei werden die suspendierten Feststoffe durch Prall- und Scherkräfte zwischen den Mahlkörpern zerkleinert bzw. dispergiert. Am Austrag der Mühle erfolgt die Trennung von Mahlgut und Mahlkörpern mittels eines geeigneten Trennsystems. Ausgehend von einigen Mikrometern können suspendierte Teilchen bis in den Bereich mit mittleren Feinheiten (Korngrößen) von < 50 nm zerkleinert werden.

## Horizontale Rührwerkskugelmühle
Waagrecht liegender zylindrischer Mahlbehälter, der mit Mahlperlen und Mahlgut gefüllt ist. Zur Nassmahlung von gut fließfähigen Suspensionen. Eine Rührwerkskugelmühle wird bei der Farbherstellung verwendet, um Farbpigmente fein zu zerkleinern (Farbmühle). Die Farbe läuft dabei durch einen großen Zylinder, der in mehrere Ebenen mit unterschiedlich großen Kugeln unterteilt ist. Diese Kugeln zermahlen die Farbteilchen.
Eine weitere Gerätschaft zum Zerkleinern von Farbteilchen ist der Dreiwalzenstuhl. Dieser Mühlentyp ist universell einsetzbar und findet Verwendung bei der Vermahlung von Mineralstoffen und Farben. Ebenfalls wird diese Rührwerkskugelmühle häufig in der Chemie, Pharmazie und Laboren verwendet. In der Biotechnologie findet die Rührwerkskugelmühle im Zellaufschluss Verwendung, mit dem Ziel biologisch aktive Substanzen aus den Bioprodukten zu gewinnen.

## Vertikale Rührwerkskugelmühle
Stehender zylindrischer Mahlbehälter, der mit Mahlperlen und Mahlgut gefüllt ist. Im Behälter befindet sich das Rührwerk, das die Schüttung in Rotation versetzt. Je nach Mahlgut kann die Mühle verschleißgeschützt ausgeführt werden. Es wird zwischen trockener und nasser Betriebsweise unterschieden. Dieser Mühlentyp kommt in den Bereichen zum Einsatz, in denen bestimmte Feinheiten in großen Mengen wirtschaftlich erzeugt werden müssen.

### Trockene Vermahlung
Dieses Verfahren kommt zum Einsatz für die Vermahlung von mineralischen Füllstoffen. Gängige Anwendungen sind die Zerkleinerung von Kalkstein, Quarz oder Titanoxid.
In der Lebensmittelindustrie wird dieser Mühlentyp zur Vermahlung von Getreidemehl verwendet. Hierbei wird die Stärke aufgeschlossen und die Wasseraufnahme der Getreidemehle erhöht.

### Nasse Vermahlung
Dieses Verfahren wird zur Vermahlung von hochkonzentrierten Kalksteinslurrys verwendet, wie sie in der Papierindustrie zur Papierbeschichtung zur Anwendung kommen. Aber auch zur Erzeugung von mineralischen Füllern oder Glassuren kommt dieses Verfahren zum Einsatz.

## Energieeintrag
Die Zerkleinerung von Partikelagglomeraten kann durch die Beanspruchungsintensität BI und die Beanspruchungszahl BZ beschrieben werden. Das Produkt aus Beanspruchungsintensität und Beanspruchungszahl ist proportional zur "spezifischen Energie", die in das Mahlgut während des gesamten Dispergierprozesses eingebracht wird, um die Agglomerate aufzubrechen. Die beiden Kennzahlen ermöglichen es die Produktfeinheit in einer Rührwerkskugelmühle abzuschätzen.
{\displaystyle BI=d_{MK}^{3}\cdot \rho _{MK}\cdot v^{2}}
Mit {\displaystyle d_{MK}} Durchmesser der Mahlkörper, {\displaystyle \rho _{MK}} Dichte der Mahlkörper und  {\displaystyle v} die Geschwindigkeit des Rührwerks der Mühle.
{\displaystyle BZ\sim {\frac {n\cdot t}{d_{MK}}}}
Hierbei ist {\displaystyle n} die Umdrehung des Rührwerks und {\displaystyle t} die Zeit des Dispergiervorgangs.